# نورث المهام
نورث المهام (به انگلیسی: North Elmham) یک روستا و محله مدنی در بریتانیا است که در Breckland District واقع شده‌است. نورث المهام ۱۹٫۲۰ کیلومتر مربع مساحت و ۱٬۴۳۳ نفر جمعیت دارد.